# ビロン
ビロン（billon）は、合金の一種で、貴金属（主に銀だが、金の場合もある）と主成分となる金属（銅など）を混ぜたものである。硬貨、メダル、代用貨幣などの製造に用いられる。
語源はフランス語の bille。
ビロン硬貨は古代ギリシア時代から中世期まで使われていた。紀元前6世紀から紀元前5世紀にかけて、レスボス島では銅60%、銀40%の硬貨が使われていた。古代でも中世でも、もっと貴金属の少ないビロンが主に使われ、特に銀の含有量は2%未満ということが多かった。フランスのリアールやドゥニエはブルボン朝の時代であっても、ビロンで作られたものがあった。
特にローマ帝国時代のビロン硬貨がよく知られている。紀元2世紀以降のローマ帝国では、デナリウス貨や地方で発行していたテトラドラクマ貨を何度も改鋳したため、銀の含有量が減っていき、青銅の成分が増えていった。2世紀後半に入ると、それらの硬貨は実質的に青銅貨となり、銀を表面に薄く載せる程度になった。
日本の江戸時代の丁銀や豆板銀などを見ても、海外の貨幣市場では、銀品位50%以上のもの（慶長丁銀・豆板銀、元禄丁銀・豆板銀など）を英語で「silver」、銀品位50%未満のもの（元文丁銀・豆板銀、天保丁銀・豆板銀など）を英語で「billon」と呼んで区別している場合がある。